# 黃萬隆
黃萬隆（1971年1月7日—）為臺灣籃球教練，曾擔任松山高中籃球隊總教練，為當前高中籃球聯賽（HBL）最資深的總教練。現為台灣職業籃球大聯盟臺北台新戰神執行長。

## 生平

### 球員
黃萬隆畢業於苗栗縣大倫國中與苗栗高中，於國、高中時期曾拿下全國冠軍，並入選U16、U18亞青國手代表隊。高三時獲得第一屆高中籃球聯賽（HBL）冠軍，並得到甄試資格就讀於台灣師範大學，後來加入裕隆籃球隊，優異的好表現，讓黃萬隆於服役時加入國軍飛駝籃球隊，退伍後於新北市溪崑國中服務，同時加入臺灣銀行籃球隊。1996年考進了臺北市立松山高級中學，接手剛成立的松山高中籃球隊，兩年後決定從球員身分退役，專注於籃球執教。

### 教練
黃萬隆開始執教於松山高中籃球隊，也帶進了NCAA多元的戰術以及可怕的體能訓練，重視防守的文化，滴水不漏，讓對手進不了禁區、沒辦法出手投籃，因此讓松山高中籃球隊有著「綠色神盾」之稱。兇悍的執教風格，讓人留下「鐵血教頭」的印象，而這樣的鐵血文化也為球隊創造了諸多佳績。
2009年（97學年度）以16連勝之姿拿下隊史第一座高中籃球聯賽（HBL）男子組冠軍獎盃，並且於2009年至2011年，創造了跨季29連勝之紀錄，直至2011年HBL複賽，跨季連勝紀錄才被泰山高中中斷，但仍在當年拿到冠軍，也完成高中籃球聯賽男子組第一個三連霸的歷史紀錄。2018年，黃萬隆率隊獲得第6座高中籃球聯賽（HBL）冠軍。
2024年2月1日，黃萬隆正式宣布退休，結束28年的教練生涯。

### 職業隊
2023年8月24日，黃萬隆出任T1聯盟臺北台新戰神榮譽顧問。
2024年4月18日，臺北戰神宣布原顧問黃萬隆轉任執行長。

## 經歷

### 球員
- U16、U18亞洲青年男子籃球錦標賽國手
- 裕隆籃球隊
- 飛駝籃球隊
- 臺灣銀行籃球隊

### 教練
- 高中籃球聯賽（HBL）松山高中籃球隊總教練（1996–2023）
- 超級籃球聯賽（SBL）台灣啤酒技術顧問（2003–2004）
- 超級籃球聯賽（SBL）達欣工程 / 臺北達欣工程技術顧問（2007–2012）
- 女子超級籃球聯賽（WSBL）台電籃球隊總教練（2006–2007）
- 亞洲U18青年籃球錦標賽總教練（1998、2010）
- 亞洲U18青年籃球錦標賽執行教練（2000）
- 第31屆威廉瓊斯盃國際籃球邀請賽光華隊助理教練
- 亞洲U19青年籃球錦標賽總教練（2011）
- 亞洲盃男籃錦標賽總教練（2014）[2]
- U18亞洲青年籃球賽（2018）[8]

### 職業隊
- T1聯盟臺北戰神榮譽顧問（2023–2024）
- T1聯盟臺北戰神執行長（2024）
- 台灣職業籃球大聯盟臺北台新戰神執行長（2024–至今）

## 獎項紀錄
- 高中籃球聯賽冠軍（2009–2011、2015、2017–2018）
- FIBA亞洲盃男籃錦標賽亞軍（2014）

## 外部連結
- 黃萬隆在fiba.basketball（英语）
- 黃萬隆在Eurobasket.com（教練）（英语）